# 899 (numero)
Ottocentonovantanove (899) è il numero naturale dopo l'898 e prima del 900.

## Proprietà matematiche
- È un numero dispari.
- È un numero composto, con 4 divisori: 1, 29, 31, 899. Poiché la somma dei suoi divisori (escluso il numero stesso) è 61 < 899, è un numero difettivo.
- È un numero semiprimo.
- È un numero omirpimes.
- È un numero odioso.
- È un numero felice.
- È un numero intero privo di quadrati.
- È parte delle terne pitagoriche (620, 651, 899), (60, 899, 901), (899, 13020, 13051), (899, 13920, 13949), (899, 404100, 404101).
- È un numero palindromo e un numero ondulante nel sistema numerico esadecimale (383).
- È un numero a cifra ripetuta e palindromo nel sistema di numerazione posizionale a base 30 (TT).

## Astronomia
- 899 Jokaste è un asteroide della fascia principale del sistema solare.
- NGC 899 è una galassia irregolare della costellazione della Balena.
- IC 899 è un oggetto astronomico sconosciuto.

## Astronautica
- Cosmos 899 (Kosmos-3M) è un satellite artificiale russo.

## Altri ambiti
- Route 899 è una strada in Israele.
- Pennsylvania Route 899 è una autostrada in Pennsylvania, Stati Uniti d'America.